# سیمونا مونات
سیمونا مونات (انگلیسی: Simona Mușat; ۱۶ سپتامبر ۱۹۸۱ – ) قایقران روئینگ اهل رومانی بود.
وی در مسابقات کشوری و بین‌المللی در مجموع برندهٔ ۱ مدال طلا، ۱ مدال برنز شده‌است.